# Aphanius almiriensis
Aphanius almiriensis е вид лъчеперка от семейство Cyprinodontidae. Видът е критично застрашен от изчезване.

## Разпространение
Разпространен е в Гърция.

## Описание
На дължина достигат до 3,9 cm.
Популацията на вида е намаляваща.